# ファン・トリップ

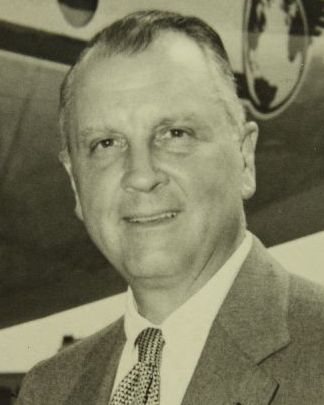
ファン・トリップ（1940年代）

ファン・テリー・トリップ（Juan Terry Trippe、1899年6月27日 - 1981年4月3日）は、アメリカの実業家。40年以上の長年に渡って、当時世界最大の航空会社の1つであったパンアメリカン航空の経営者として君臨した。

## 概説

### 生い立ち
ニュージャージー州で事業を営む裕福な家庭に生まれ、仕事上キューバと関係の深かった父親によって、スペイン風の「ファン」と名付けられた。その後、地元の名門高校を1917年に卒業し、東部の名門であるイエール大学へ進学する。

### 航空業界へ

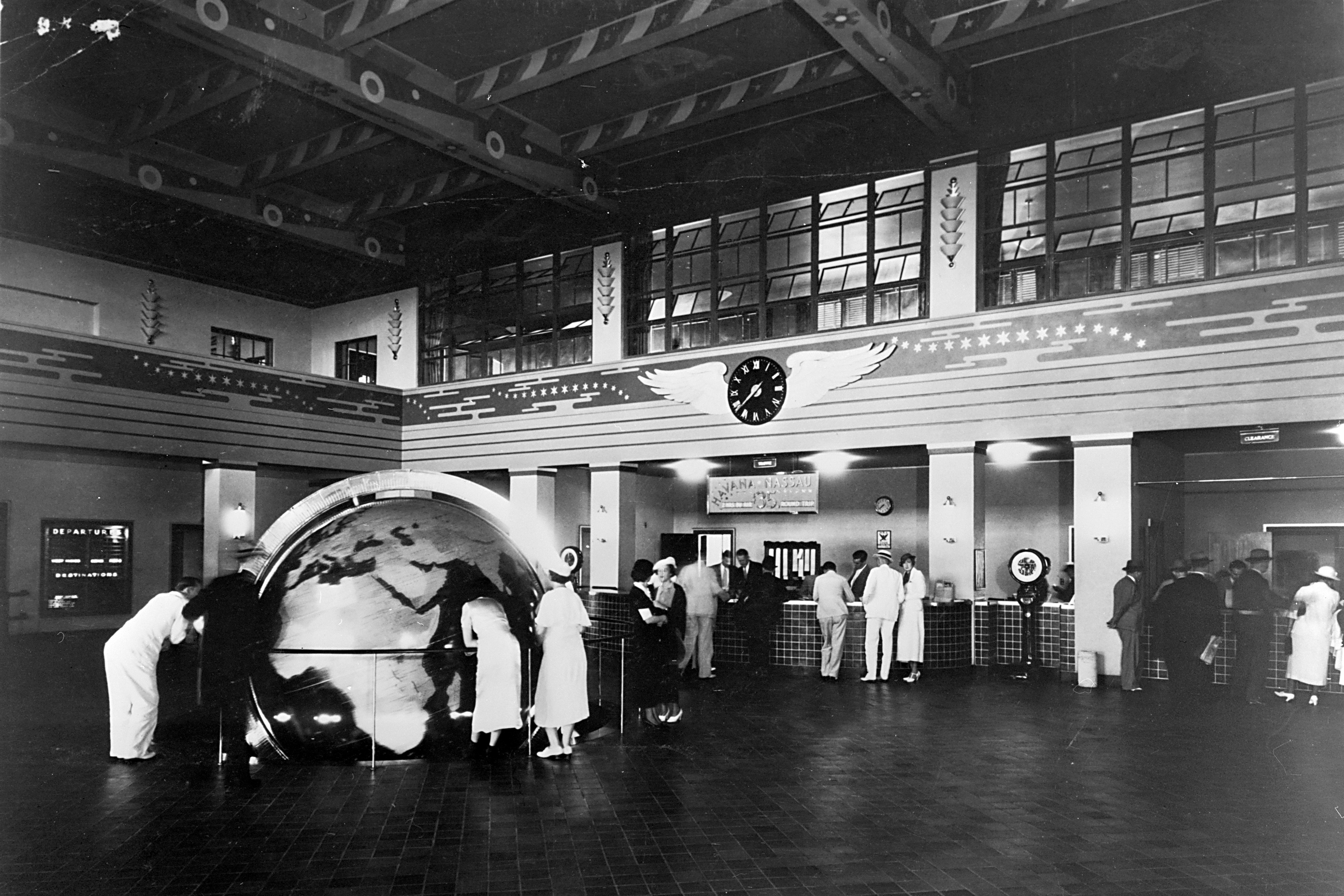
マイアミ国際空港のパンアメリカン航空のターミナル

1921年にイエール大学を卒業後に金融業界で働く。その後カリブ海路線を運航するコロニアル・エア・トランスポートに投資を行ったことで航空業界に足を踏み入れ、後にパンアメリカン航空の前身となる、アビエーション・カンパニー・オブ・アメリカズを創業する。

### パンアメリカン航空創業
1927年3月14日に、友人のヘンリー・"ハップ"・アーノルドとその協力者とともに、アメリカとキューバの間の航空郵便業務を行うことを目的に、フロリダ州のマイアミを拠点にパンアメリカン航空を創設し、CEOに就任した。その後は同社は政府の郵便輸送業務の委託契約を獲得する傍ら、フロリダ州キー・ウェスト～キューバ共和国ハバナ便を開設した。
また、アメリカの植民地であるプエルトリコ路線をはじめとするカリブ海路線の開設を皮切りに、アメリカ政府の補助金を受けてアルゼンチンやブラジル行き飛行艇便を開設するなど、急激にその路線網を拡大して行った。

### 路線網拡張

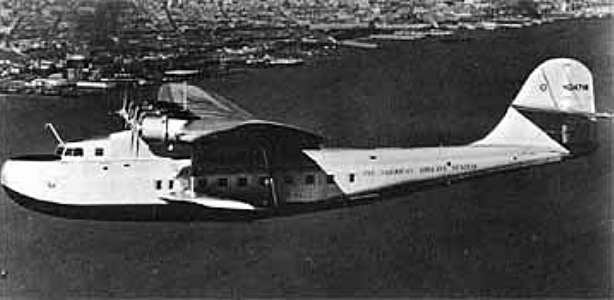
マーチンM-130飛行艇

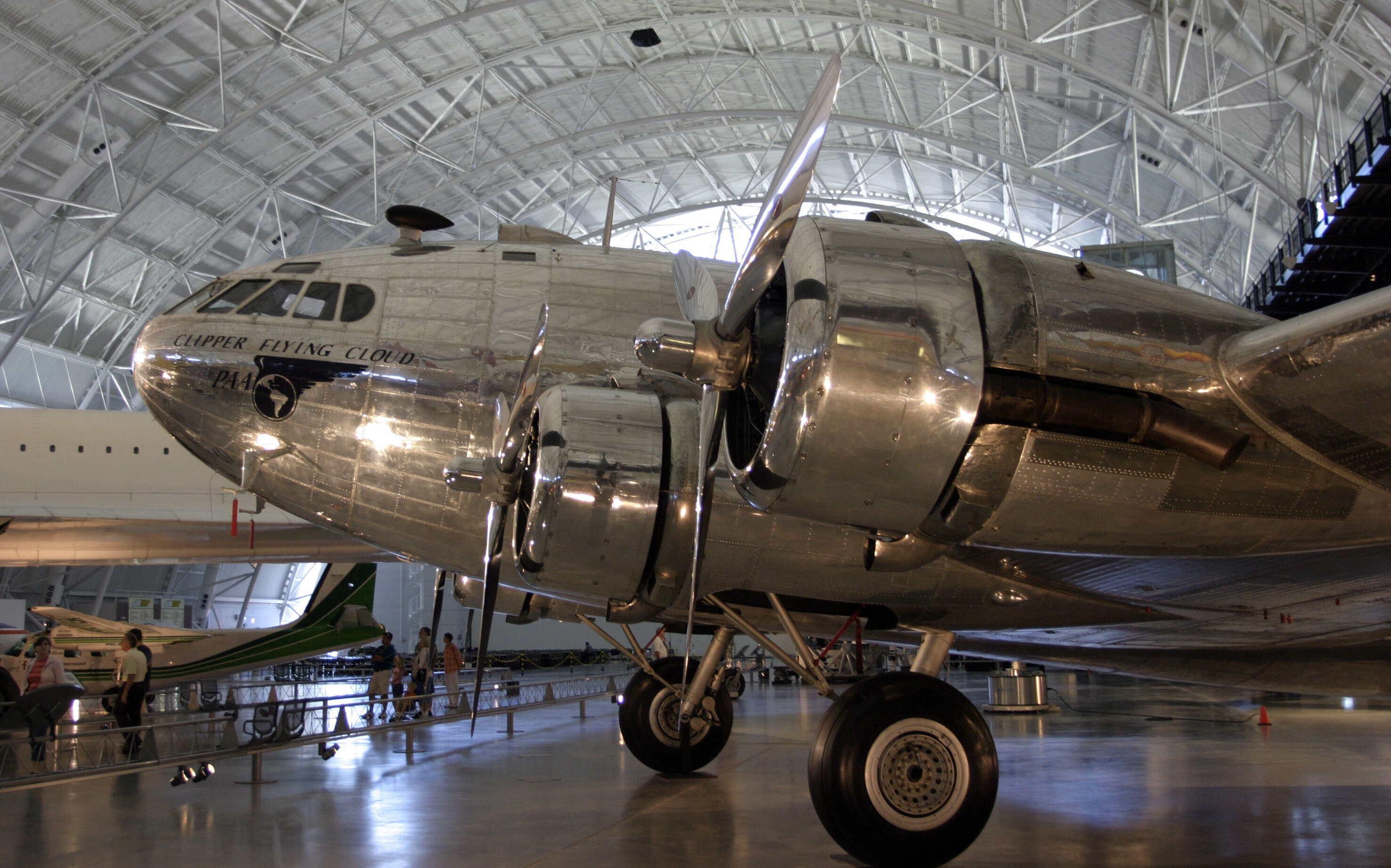
ボーイング307

政界と関係の深いコネクションを持つトリップは、1930年には、アメリカ政府の意向を受けてアラスカ経由で日本や中華民国へと向かう太平洋横断路線の開設をもくろみ、北太平洋航路調査のために、当時同社の顧問となっていたチャールズ・リンドバーグ夫妻にアラスカ経由で日本に向けての調査飛行を行わせ、1935年には、マーチン M130「チャイナ・クリッパー」飛行艇によるサンフランシスコ-マニラ間を結ぶ太平洋横断路線を開設した。
太平洋横断路線の開設に続く1937年には、ノルウェーのDNL航空と協力する形で、ニューヨークからアイスランドのレイキャビク経由までをパンアメリカン航空が運航し、レイキャビクからノルウェーのベルゲンまでをDNL航空がシコルスキーS-43飛行艇で運航する、共同運航という形により初の大西洋横断路線を開設した。
翌1938年には、アメリカ大陸横断専用機として、世界初の客室が完全与圧された旅客機であるボーイング307「ストラトライナー」を導入するなど、トリップの強力なリーダーシップと政界との関係を元にして国内外路線を活発に拡大していく。

### 政府協力の強化
その後1939年9月にヨーロッパにおいて第二次世界大戦が勃発したものの、アメリカは参戦せずイギリスへの「協力」を行う程度であった。しかし上記のようにアメリカ国内は準戦時下とも言える状態に置かれ、今や戦禍に覆われたヨーロッパや、日本と中華民国の間で勃発した日中戦争やそれに続く日本軍の仏印進駐により緊張下に置かれたアジア太平洋地域への路線を持つパンアメリカン航空の国際線の多くは、軍の管理下に置かれることとなった。
そしてアメリカが1941年12月に日本との間に開戦し、続いてドイツやイタリアなどの枢軸国に対して宣戦布告したことで、パンアメリカン航空の所有機とその乗務員の殆どが軍に徴用された。そのような状況下でパンアメリカン航空は、大戦中を通じて太平洋地域や大西洋地域を含むアメリカ軍の戦闘地域における国際線運航における様々なノウハウを軍に提供し、トリップの指揮下で政府及び軍と強力な協力関係を保ち続けるとともに、終戦後の国際線運航の利権を確かなものとした。

### 国際線路線の独占
1945年8月に終結した第二次世界大戦後における航空業界の復興時に、トリップはアメリカ発の国際線を独占しようとたくらみ、トリップの友人で「パンナム選出議員」と言われたオーウェン・ブリュスター上院議員が提出した、パンアメリカン航空の国際線独占を後押しする法案である「コミュニティー・エアライン法案」の成立に奔走した。
しかし、当時、大富豪のハワード・ヒューズが実権を握っていたトランス・ワールド航空やアメリカン・オーバーシーズ航空などの強硬な反対によりその目論見が成功することはなかった。その結果、ブラニフ航空が南アメリカ路線を、ノースウェスト航空が太平洋路線を、トランス・ワールド航空がヨーロッパ路線を運行することになったが、全世界をカバーする権利を持つ航空会社はパンアメリカン航空だけとなった。
実際にその前後の1947年6月には世界初の自社運航による世界一周路線を開設（ニューヨーク=ロンドン=イスタンブール=カルカッタ=バンコク=マニラ=上海=東京=ウェーク島=ホノルル=サンフランシスコ=ニューヨーク）したほか、ダグラス DC-6型機やロッキード コンステレーション、ボーイング377「ストラトクルーザー」型機などの最新鋭機を次々に導入、他社に先駆けて大西洋無着陸横断路線を開設するなど、航空機の技術革新を背景に再び世界中にその路線を拡大して行った。

### ジェット旅客機の導入

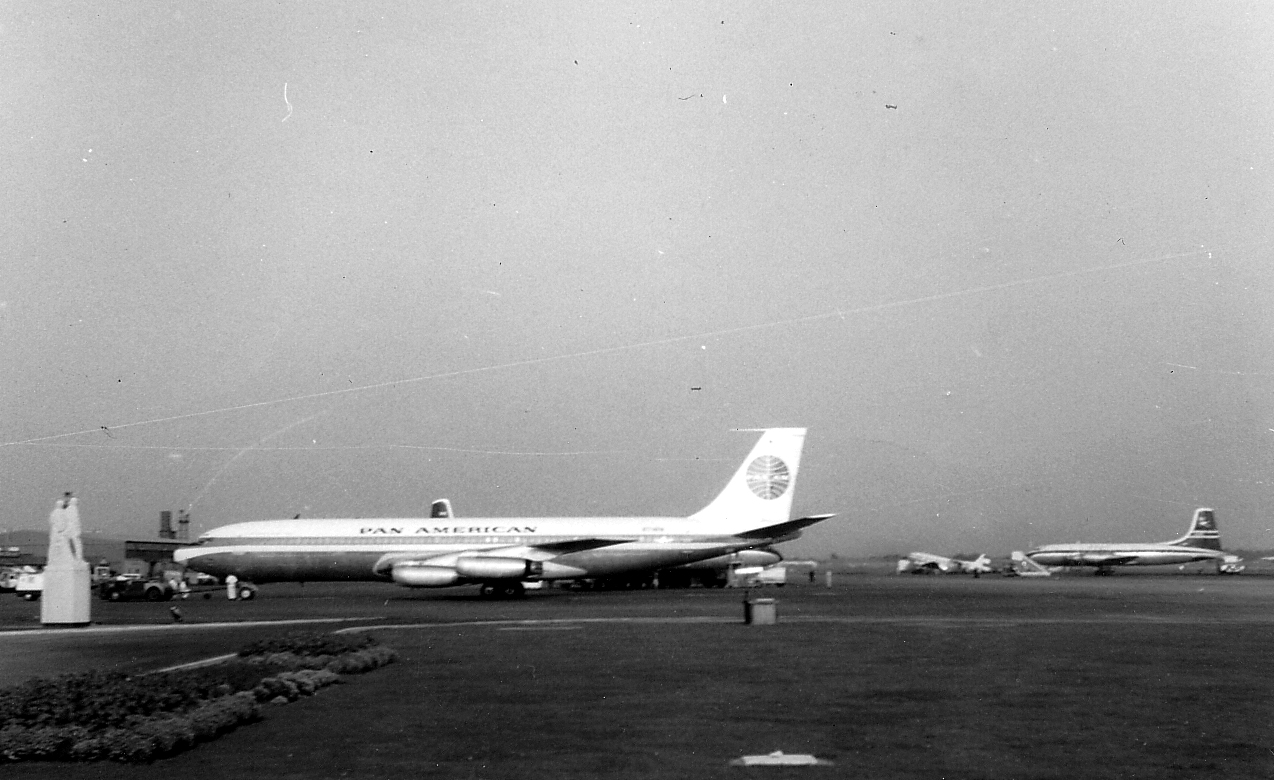
ボーイング707

1950年代初頭には世界最初のジェット旅客機であるデ・ハビランド DH.106 コメットを発注したものの、その後同機が設計上の欠陥で運航を停止したことを受け、ボーイングがアメリカ空軍の輸送機として開発していたボーイング367-80を、トリップの指揮のもとで、民間旅客機用に転用したアメリカ初のジェット旅客機のボーイング707型機20機を1955年に発注した。また同時に「保険」として、ボーイングのライバルのダグラスが開発していたDC-8も25機発注した。
その後1958年秋にボーイング707の初号機の引き渡しを受け、同年10月26日にニューヨーク-パリに就航させたことを皮切りに、世界一周路線を含む世界各地への路線へ就航させた。またその翌年にはダグラスDC-8型機も就航させ、同じく国内幹線や世界各地の路線へ就航させた。
ボーイング707やダグラスDC-8などの、既存のプロペラ機の倍以上の旅客を倍近い速度で運ぶ大型ジェット機をパンアメリカン航空が大量就航させたことにより、世界各国における旅客機のジェット化を推進させただけでなく、1960年代初めまで大西洋横断路線における最大のシェアを持っていた定期客船の時代に終止符を打つ役目を果たすこととなった。

### 航空界のリーダー
ボーイング707型機とダグラスDC-8型機の就航に合わせて、トリップの指揮のもとで、1960年にニューヨークのジョン・F・ケネディ国際空港（建設当時の空港名はアイドルワイルド空港）へのジェット機就航に対応した巨大な専用ターミナルビル「パンナム・ワールドポート (Pan Am Worldport) 」を竣工し、同年から使用した。
1963年3月7日にはマンハッタンのランドマークの一つとなる、世界一高い商業オフィスビルであった巨大な本社ビル「パンナムビル」の竣工や、パンナムビルの屋上のヘリポートからジョン・F・ケネディ国際空港までのヘリコプターの運行、世界初のビジネスクラスである「クリッパー・クラス」の導入など、トリップの強力なリーダーシップのもと「航空界のリーダー」にふさわしい派手な展開を行う。

### ボーイング747の導入

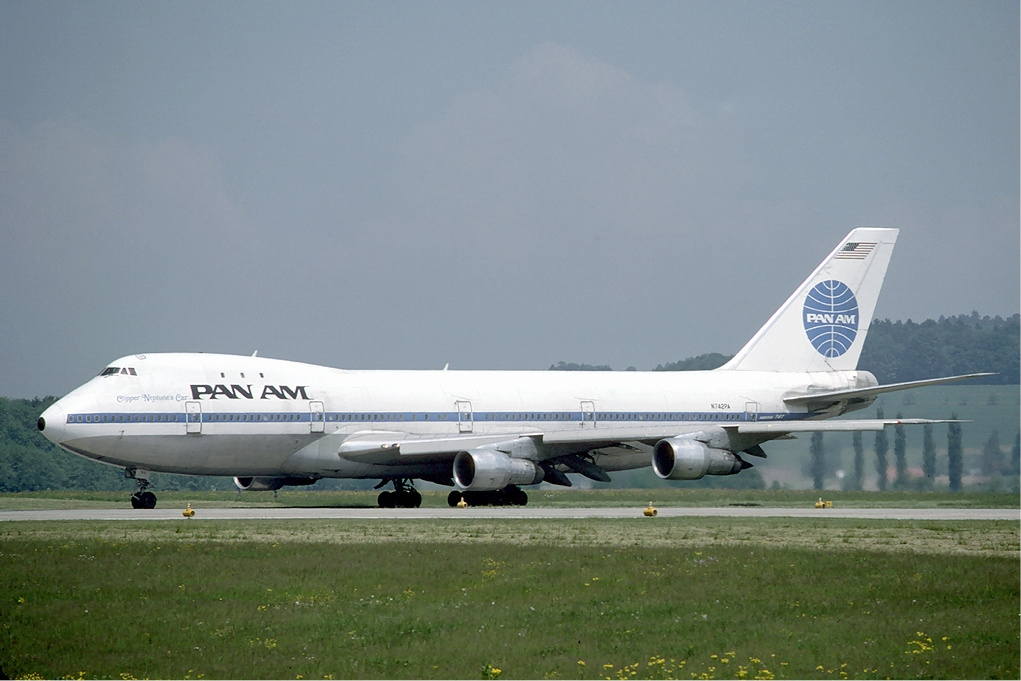
ボーイング747

1960年代後半にパンアメリカン航空は、ボーイング社がアメリカ空軍の超大型輸送機として開発を進めていたが、ロッキード社の開発したC-5との発注競争に敗れたために民間型へ転用し開発をしようとしていた超大型旅客機であるボーイング747型機を、トリップの指示を受けて25機発注し、ローンチカスタマーとなった。
同機は2階にファーストクラス乗客用のラウンジを備えた他、旅客機として世界初の2列通路を持ち、ボーイング707の2倍強の350席以上のキャパシティを持つなど、これまでの旅客機の概念を一新する内容を持ち、その後同機はパンアメリカン航空のライバルであるトランスワールド航空や日本航空、英国海外航空なども相次いで発注し、その後の世界的な海外旅行の大衆化を後押しすることになる。

### 超音速旅客機と宇宙旅行
またトリップは、同時期にジョン・F・ケネディ大統領の指示を受けて開発されていた超音速旅客機であるボーイング2707の開発を後押しし、同時にイギリスとフランスが共同で開発していたアエロスパシアル・コンコルドとともに大量発注を行った（その後両機の発注はキャンセルされた）。
トリップは宇宙旅行における先駆者として君臨することをもくろみ、世界最初の民間宇宙飛行の運行会社になることを想定し、1960年代後半にアメリカや日本で乗客の予約を受け付け始めた（実際にスタンリー・キューブリック監督の映画「2001年宇宙の旅」においてスペースシャトルの運行主体として想定されていた）。

### 引退
ボーイング747型機の開発と導入の目処がついた1968年に、トリップは40年以上勤めたパンアメリカン航空の会長の座を退き引退し、後任のハロルド・グレイにその座を譲ることを発表した。しかしその後も役員会のメンバーとしてしばらくの間同社の経営に関わった。
その後1981年にロサンゼルスの病院で死去した。死後の1985年には、アメリカの航空業界と外交への貢献を称えられ、ロナルド・レーガン大統領より大統領自由勲章を授与された。
トリップが没した頃パンアメリカン航空は、放漫経営とトリップ自身が音頭を取ったボーイング747導入、ナショナル航空買収による莫大な債務を抱え、さらに1978年から始まった航空自由化による他の航空会社との競争によって経営は悪化していた。トリップの死から僅か10年後の1991年、トリップが一代で築き上げたパンアメリカン航空は経営破綻し、運航を停止してしまった。